# A Szovjetunió politikai rendszere
Az Oroszországi Szovjet Szövetségi Szocialista Köztársaság 1917. november 7-én alakult meg az egykori Orosz Birodalom területén, mely a februári forradalom óta köztársaság volt. A következő években egyes területek önálló államokká alakultak, közülük Finnország, Lengyelország és a balti államok nem követték az oroszországi forradalmi irányt. Belorussziában és Ukrajnában viszont Oroszországhoz hasonlóan a bolsevik párt irányítása alatt álló szovjet (tanács-) köztársaságok születtek, majd a polgárháború végére a Kaukázuson túl is hasonló politikai berendezkedés jött létre.
A testvéri szovjetköztársaságok vezetését 1917 és 1922 között de facto az Oroszországi Szovjet Szövetségi Szocialista Köztársaság szervei látták el, a másik két állam képviselve volt ezekben. A bolsevik párton belüli elhúzódó politikai vitában Lenin azon az állásponton volt, hogy a fiatal tanácsköztársaságoknak egyenrangú államok szövetségében kell egyesülniük, a Sztálin által képviselt álláspont szerint viszont valamennyinek csatlakoznia kellett volna az Oroszországi föderatív államhoz, melyen belül részleges önkormányzattal rendelkeztek volna. 
Az 1920-as évek elején a lenini irányzat érvényesült, ezen az alapon jött létre a Szovjetunió, később azonban a gyakorlatban eltűnt a különbség az álláspontok között, ugyanis a szövetségre lépő tagköztársaságok önállósága a valóságban nem lett nagyobb, mint az Oroszországon belül létrejött autonómiáknak.
1922. december 30-án írták alá Oroszország, Ukrajna és Belorusszia képviselői azt a szövetségi szerződést, melynek alapján létrejött a Szovjetunió. A Kaukázusontúli SZSZSZK megalakulásával akkor már négy tagúvá bővült szövetség első alkotmányát 1924-ben alkották meg.

## Oroszország a forradalomtól a Szovjetunió megalakulásáig
Az Oroszországi Szovjet Szövetségi Szocialista Köztársaságban (OSZSZSZK) a legfőbb hatalom elvileg az alkalmanként összeülő Szovjetek (Tanácsok) Összoroszországi Kongresszusának kezében volt. Ez választotta a parlament szerepét betöltő, elvileg folyamatosan működő Összoroszországi Központi Végrehajtó Bizottságot (ÖKVB), az államfői feladatokat pedig az utóbbi által választott kollektív államfői testület, az ÖKVB Elnöksége látta el.
Az OSZSZSZK kormányának szerepét a Népbiztosok Tanácsa játszotta, a miniszterelnöki tisztségnek megfeleltethető kormányfői posztot pedig a Népbiztosok Tanácsának elnöke, Vlagyimir Iljics Lenin töltötte be.
Az OSZSZSZK politikai életét ténylegesen a bolsevik párt irányította, kezdetben az állami szerveken keresztül, később azonban egyre erősödő mértékben közvetlenül is, egyes közhatalmi funkciókat nyíltan vagy burkolva is átvéve fokozatosan állampárttá válva. A párt neve kezdetben Oroszországi Szociáldemokrata (bolsevik) Munkáspárt volt, 1918-tól Oroszországi Kommunista (bolsevik) Párt, majd 1925-ben változott Össz-szövetségi Kommunista (bolsevik) Pártra. A többi párt fokozatosan megszűnt illetve felszámolták őket, 1920-ra gyakorlatilag egypártrendszer alakult ki.
A párt működésének már a hatalomra jutás előtt meghatározó elve volt a demokratikus centralizmus, aminek azonban ekkor még nem csökevényesedett el a demokratikus aspektusa. A döntések a választott testületek kezében voltak, ahol többé-kevésbé érvényesült a kollektív vezetés elve, bár tekintélye alapján Lenin volt a párt megkérdőjelezhetetlen vezetője egészen 1924-es haláláig. 1922-ben hozták létre a főtitkári posztot, melyre Sztálint jelölték ki. Ez eredetileg adminisztratív-technikai jellegű feladatot jelentett, de Lenin halála után fokozatosan a párt és az állam legfőbb hatalmi pozíciójává vált, és 1929-re Sztálin egyeduralma megkérdőjelezhetetlenné vált a pártban és az állam élén egyaránt, bár jelentős állami tisztséget ekkor nem töltött be.

## Szovjetunió
Az 1936-os "sztálini" alkotmány előtt a Szovjetunió állami szerveinek rendszere megegyezett az OSZSZSZK-ban kialakulttal: a Tanácsok Össz-szövetségi Kongresszusa választotta az Össz-szövetségi KVB-t, az államfői feladatokat pedig ennek köztársaságonként egy-egy, egymással jogilag egyenrangú elnöke látta el.
Az új alkotmány a szövetségi, köztársasági és egyéb alacsonyabb szintű tanácskongresszusokat megszüntette, az ÖKVB helyét pedig a közvetlenül választott Legfelsőbb Tanács vette át, mely két egyenrangú kamarából (Szövetségi Tanács és Nemzetiségi Tanács) álló testület volt. Az államfői feladatokat a Legfelsőbb Tanács Elnöksége látta el, melyben valamennyi köztársaság képviselve volt.
A kollektív államfői testület elnökének szerepe csupán formális volt, tényleges államfői feladatokat csak protokolláris vonatkozásban látott el. A Szovjetunió fennállásának utolsó időszakában, 1977 és 1985 között, majd 1988-tól azonban e tisztséget az ország tényleges vezetője, a kommunista párt első embere töltötte be (Brezsnyev, Andropov, Csernyenko, majd Gorbacsov).
A Szovjetunió szétesését és a szovjet politikai rendszer összeomlását megelőző rövid időszakban vezették be a Legfelsőbb Tanács közvetett választását, amikor 1989-ben létrehozták a Népi Küldöttek Kongresszusát. Valódi államfői tisztséget 1990-ben hoztak létre, a Szovjetunió elnökének posztját Mihail Szergejevics Gorbacsov töltötte be, és ez már nem üres formalitás volt, hanem közjogi értelemben is a végrehajtó hatalom fejévé tette a pártfőtitkárt.

### A Szovjetunió államfői

#### 1922–1938 között a Szovjetunió Központi Végrehajtó Bizottságának elnöke
- Mihail Kalinyin (1922–1938)

A Szovjetunió alkotmánya szerint a KVB-nek egy-egy elnöke volt a Szovjetunió valamennyi köztársaságából (kezdetben 4, végül 7), akik jogilag egyenrangúak voltak. Politikai és gyakorlati tekintetben azonban mindvégig az Oroszországi SZFSZK-t képviselő Kalinyin volt az első számú a KVB elnökei közül.

#### 1938–1990 között a Szovjetunió Legfelsőbb Tanácsa Elnökségének elnöke
- Mihail Kalinyin (1938–1946)
- Nyikolaj Svernyik (1946–1953)
- Kliment Vorosilov (1953–1960)
- Leonyid Brezsnyev (1960–1964)
- Anasztasz Mikojan (1964–1965)
- Nyikolaj Podgornij (1965–1977)
- Leonyid Brezsnyev (1977–1983)
- Jurij Andropov (1983–1984)
- Konsztantyin Csernyenko (1984–1985)
- Andrej Gromiko (1985–1988)
- Mihail Gorbacsov (1988–1990)

#### 1990–1991 között a Szovjetunió elnöke
- Mihail Gorbacsov (1990–1991)
- Gennagyij Janajev (ügyvivő, 1991)

### A Szovjetunió kormányfői
1923–1946 között Népbiztosok Tanácsa, 1946–1991 között Minisztertanács.
A gyakorlatban a húszas évek végétől a negyvenes évek elejéig  másodrendű szervvé fokozódott le a szovjet állam irányításában. Ez azután változott meg, hogy 1941-ben Sztálin átvette a kormány irányítását. Ismét alárendelt szervvé vált Hruscsov uralma végére.
Elnökök:
- V. I. Lenin (1923–1924)
- Alekszej Rikov (1924–1930)
- Vjacseszlav Molotov (1930–1941)
- Sztálin (1941–1953)
- Georgij Malenkov (1953–1955)
- Nyikolaj Bulganyin (1955–1958)
- Nyikita Hruscsov (1958–1964)
- Alekszej Koszigin (1964–1980)
- Nyikolaj Tyihonov (1980–1985)
- Nyikolaj Rizskov (1985–1990)
- Valentyin Pavlov (1991)
- Ivan Szilajev (1991)

### A Szovjetunió pártvezetői
A gyakorlatban a húszas évek végére vált a pártvezető az ország еlső számú vezetőjévé. Sztálin halála után a pártvezető egy lett a közös vezetők közül, majd Brezsnyev uralma idején visszaállt a pártvezető megkérdőjelezhetetlen elsőbbségének elve.
Az Oroszországi Kommunista Párt Központi Bizottságának főtitkára: Sztálin. (1922–1925)
A Szövetségi Kommunista Párt Központi Bizottságának főtitkára: Sztálin. (1925–1953)
A Szovjetunió Kommunista Pártjának Központi Bizottsági első titkára:
- Joszif Sztálin (1952–1952)
- Nyikita Hruscsov (1953–1964)
- Leonyid Brezsnyev. (1964–1966)

A Szovjetunió Kommunista Pártjának Központi Bizottsági főtitkára:
- Leonyid Brezsnyev (1966–1982)
- Jurij Andropov (1982–1984)
- Konsztantyin Csernyenko (1984–1985)
- Mihail Gorbacsov. (1985–1990)

Gorbacsov 1991-ig a párt vezetője maradt, de a szovjet parlament 1990. március 14-én megszüntette a kommunista párt vezető szerepét, innentől a pártnak közvetlen alkotmányos és kormányzati szerepe megszűnt. A Szovjetunió Kommunista Pártját 1991-ben, az augusztusi államcsínyt követően betiltották.